# Rouille courbeuse des rameaux du pin
La rouille courbeuse du pin (ou des rameaux du pin) est une maladie cryptogamique provoquée par le champignon hétéroxène Melampsora pinitorqua.
Cette rouille a pour cible différentes espèces de pins (pin sylvestre, pin maritime, pin à crochets, pin laricio, pin d'Alep) et de peupliers (peuplier blanc, tremble). L'attaque se situe sur les pousses terminales et les feuilles.

## Biologie
L'infection des pousses de pin a lieu au printemps par l'intermédiaire des basidiospores issues des feuilles de peuplier. Le mycélium se développe à l'intérieur de l'hôte.
En mai-juin, apparaissent sur le rameau de petits coussinets (les écidies) qui libèrent les spores (les écidiospores) qui vont coloniser les feuilles de peuplier.
Le cycle de développement de la rouille se poursuit sur ces feuilles, puis sur les feuilles à terre (urédospores - téleutospores).
Une nouvelle infection a lieu à partir de ces dernières au printemps suivant sur les jeunes pousses de Pin.

## Symptômes et éléments de diagnostic
- Sur pins :

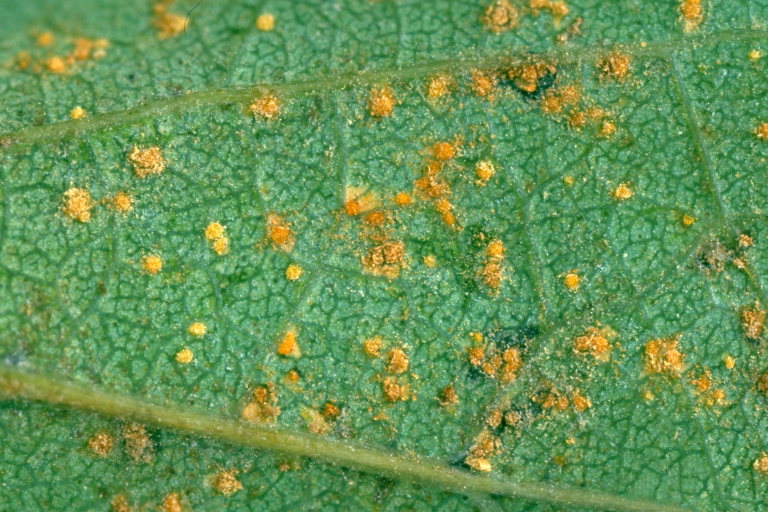
Pustules de téleutospores sur la face inférieure d'une feuille de peuplier faux-tremble.

  - au printemps : l'écorce prend une coloration jaunâtre (taches de 1 à 3 cm) dans la partie médiane des jeunes pousses). Sur ces taches, apparaissent des petits coussinets orangés (écidies).
  - en juin : éclatement de l'écorce infectée et observation de la forme caractéristique des pousses en « S ».

- Sur peupliers : à partir d'août-septembre : sur les feuilles encore sur l'arbre, la face inférieure est couverte d'un poudrage orangé. Les feuilles à terre (face inférieure) se couvrent de plaques brunes.

## Dégâts
Les spores infestent l'assise cambiale des jeunes pousses de pin. Il en résulte un ralentissement de la croissance du côté de l'infection ce qui occasionne une courbure. Puis, la pousse se redressant, elle forme un « S » caractéristique.
Développement ralenti des pousses de pin, parfois dessèchement.
Sur les peupliers, chute précoce des feuilles.

## Lutte
Ne pas planter de tremble près d'une plantation de pin. Éliminer les éventuels semis spontanés de peuplier. En cas de présence de tremble non supprimable, planter du Pinus taeda ou pin noir d'Autriche qui sont résistants à ce champignon.

## Confusion possible
- Courbures occasionnées par un lépidoptère : Rhyacionia buoliana, la tordeuse des pousses du pin. Dans ce cas, elles débutent à la base de la pousse qui est le plus souvent minée et de nombreux bourgeons sont évidés.
- Nécroses dues à Sphaeropsis sapinea.